# Piazza della Santissima Annunziata
(Bruno Zevi, Architettura in nuce, Venezia 1960, p. 68.)
Piazza della Santissima Annunziata si trova nel centro storico di Firenze, a nord di piazza del Duomo, ed è dominata dalla basilica della Santissima Annunziata, uno degli edifici sacri più importanti di Firenze, oltre che casa madre dell'ordine dei Servi di Maria. Per quanto definitasi nel corso di svariati secoli, la piazza mostra oggi carattere unitario e, tra le piazze fiorentine, è quella che meglio esprime gli ideali della città rinascimentale.
Oggetto di un precoce intervento urbanistico, a cui parteciparono alcuni fra i più grandi architetti rinascimentali, la piazza è oggi di grande armonia stilistica, porticata su tre lati, e con due palazzi gemelli sul quarto, che incorniciano la vista sulla cupola del Brunelleschi attraverso la rettilinea via dei Servi. Al centro della piazza si trova il monumento equestre a Ferdinando I de' Medici, di Giambologna e Pietro Tacca, mentre più arretrate, in posizione simmetrica, sono collocate le due fontane dei mostri marini, capolavoro del Tacca e della scultura manierista in generale.

## Storia
La denominazione, con leggere varianti, è attestata dalla seconda metà del XIII secolo, in stretto riferimento alla primitiva chiesa fondata nello stesso periodo dai Servi di Maria (tradizionalmente nell'anno 1233), presso un oratorio dedicato alla Madonna che si voleva costruito ai tempi di Matilde di Canossa quale ex-voto per la fine dell'assedio di Enrico IV nel 1081; in stato di abbandono, venne chiesto al vescovo Ardengo Trotti dai sette giovani fiorentini. All'epoca la zona era aperta campagna e fuori dalle mura, in una zona chiamata "Cafaggio", cioè zona boscosa e di pascolo che arrivava fino alle pendici della collina di Fiesole. Nel 1250 venne avviata la costruzione di una basilica più grande. La chiesa, che custodisce anche un'Annunciazione miracolosa dipinta secondo la leggenda da un angelo (riferita tradizionalmente al 1252), divenne meta di pellegrinaggi e processioni e fu presto necessario ampliare la chiesa e la piazza, oltre a creare una comoda via di collegamento verso il centro, via de' Servi (1255/1256). Nel 1299 il Comune destinò 400 fiorini ai frati per l'acquisto del terreno antistante, su cui creare una piazza.
L'afflusso di pellegrini e persone dal contado soprattutto durante la festività solenne dell'8 settembre, fece sì che la chiesa fosse dotata di un breve porticato in facciata (quello attuale è più tardo), contrariamente alla tradizione delle facciate lisce delle chiese fioirentina. Momento decisivo per la sua qualificazione della zona urbana fu comunque l'intervento di Filippo Brunelleschi, al quale si deve il loggiato dello Spedale degli Innocenti, eretto in uno spazio ancora informe a partire dal 1419, che servì di misura per tutti gli interventi successivi: tra il 1447 e il 1452 Antonio Manetti realizzò un primo portico ad una arcata davanti alla facciata della chiesa; a partire dal 1516 Antonio da Sangallo il Vecchio e quindi Baccio d'Agnolo eressero il porticato speculare a quello brunelleschiano, la loggia dei Servi di Maria; tra il 1599 e il 1601 Giovanni Battista Caccini ampliò il porticato della basilica a spese della famiglia Pucci, come ricordano l'iscrizione e gli stemmi apposti.
Ad accrescere la bellezza dello spazio vennero poi posti nella prima metà del Seicento alcuni eccezionali elementi di arredo urbano. Al centro fu collocato il monumento equestre al granduca Ferdinando I, opera tarda del Giambologna terminata da Pietro Tacca nel 1608. Allo stesso Tacca si devono poi le due fontane con figure marine in bronzo poste ai lati (1629) originariamente realizzate per ornare il monumento a Ferdinando I de' Medici a Livorno e qui montate nel 1643.

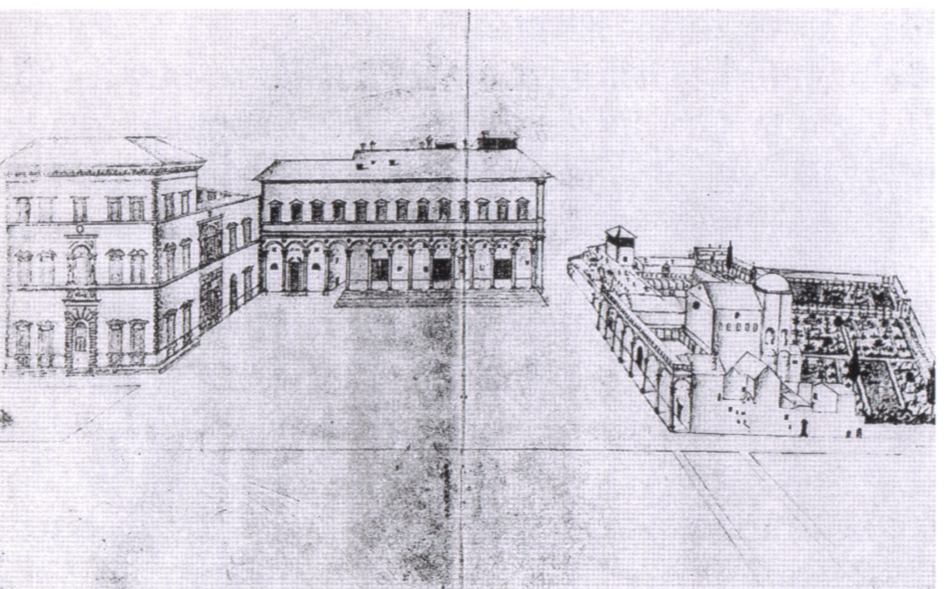
La piazza nel XVIII secolo

Con tali interventi la piazza assunse le attuali caratteristiche e, nel 1684, Ferdinando Leopodo del Migliore poté definire nella sua guida di Firenze la piazza "quadra e assai ben larga per ogni lato, ornata nelle parti laterali d'un colonnato con logge, dalle quali ella riceve sembiante di teatro". Così Giovanni Fanelli: "Sfruttando anche la particolare condizione del sito - un avvallamento corrispondente a un tratto dell'antico corso del Mugnone -, sollevando i lati della piazza su alte gradinate, cercando di sminuire la presenza e l'importanza degli accessi delle altre strade, Brunelleschi e gli architetti venuti dopo di lui vogliono definire la piazza come un mondo perfetto in se stesso, concentrando i rapporti con il contesto urbano nel 'cannocchiale' della via dei Servi puntato sulla cupola del Duomo, alla quale corrisponderà, qualche decennio più tardi, la cupola della Santissima Annunziata.
La quota su cui è impostato il loggiato degli Innocenti corrisponde all'altezza di orizzonte di chi si trova nella piazza. Impostata sopra questa linea di orizzonte la sequenza della arcate non vale come sviluppo longitudinale di un ritmo infinito ma come svolgimento conchiuso calcolato dell'unità ideale sempre uguale a se stessa. L'interasse delle colonne è pari a 10 braccia e l'altezza della colonna è 9 braccia; ogni campata risulta così sostanzialmente un'entità cubica conclusa da una semisfera (volta a vela): un modulo ideale. La loggia è spazio esterno rispetto allo spedale in cui è contenuta; è spazio interno vista dalla piazza, in quanto è contenuta dentro il piano di facciata".
La piazza è da considerarsi di eccezionale rilievo storico e artistico, il che comporterebbe una maggiore cura e manutenzione dello spazio: per quanto si evidente la difficoltà nel trovare soluzione alternative, risulta indispensabile eliminare il traffico delle linee urbane che passano davanti alla basilica (anche per i danni che provocano con le vibrazioni all'edificio) lungo l'asse di via Cesare Battisti e via della Colonna.

## Descrizione

### Edifici
| Immagine | N°       | Nome                                                  | Descrizione |
| -------- | -------- | ----------------------------------------------------- | --- |
|          | 1-2      | Palazzo Budini Gattai                                 | Il palazzo, sorto su più antiche case dei Ricci acquistate dai Grifoni nel 1549, che fecero costruirte un palazzo a Bartolomeo Ammannati. Il palazzo nacque a due piani, il terzo fu aggiunto fra il XVII e il XVIII secolo. Tra il 1710 e il 1772 sono documentati interventi di rinnovamento e ampliamento della proprietà, che videro tra l'altro il completamento della facciata sulla piazza e la decorazione pittorica della cappella (1740 ca.) affidata a Giovanni Domenico Ferretti. La fabbrica, passata nell'anno 1800 dai Grifoni ai Riccardi, pervenne nel 1847 ai Mannelli, dai quali passò agli Antinori e, nel 1889 ai Budini Gattai. Questi ultimi, poco dopo l'acquisto, promossero un rinnovamento del palazzo diretto dall'architetto Giuseppe Boccini (1891-1892). Risalgono a questo cantiere lo scalone a due rampe e le decorazioni pittoriche negli ambienti del piano nobile affidate ad Augusto Burchi affiancato da Giulio Bargellini e Galileo Chini (1892-1894), che ancora oggi rappresentano uno degli esempi più significativi del gusto abitativo dei ceti dirigenti fiorentini attorno al 1900. |
|          | 3        | Oratorio di San Francesco Poverino                    | Nel 1911 confluì qui il sodalizio di San Francesco Poverino, il cui oratorio in via San Zanobi era andato distrutto nel 1844. Numerose opere d'arte ed arredi appartenuti alle tre compagnie vi sono ancora conservati, tra cui opere di Pseudo Pierfrancesco Fiorentino, Jacopo Vignali, Jacopo da Empoli, Baccio del Bianco, il Poppi, ecc. |
|          | 4-5-6-7  | Loggia dei Servi di Maria                             | Fu progettata a completamento stilistico della piazza agli inizi del Cinquecento da Baccio d'Agnolo e Antonio da Sangallo il Vecchio. Le "S" attorcigliate nei medaglioni sono proprio il simbolo dei Servi di Maria. Oggi ospita un albergo |
|          | 8-9-10   | Basilica della Santissima Annunziata                  | Sorta su un oratorio tradizionalmente fondato nel 1233 da sette giovani fiorentini che avevano fondato la compagnia dei Servi di Maria in onore della Vergine, l'attuale basilica fu ricostruita da Michelozzo nel 1444, con numerosi interventi successivi a tutto il XVII secolo. |
|          | 9b       | Museo archeologico nazionale (palazzo della Crocetta) | Dal novembre 2006 è stata riaperta in Piazza Santissima Annunziata l'antica entrata del Museo Archeologico Nazionale di Firenze, in uso fino all'Alluvione di Firenze. Grazie a un lunghissimo restauro sono state riaperte le sale al pian terreno del palazzo, che sono state destinate all'accoglienza di mostre temporanee. |
|          | 11-12-13 | Spedale degli Innocenti                               | Risale ai primi del Quattrocento e fu il primo orfanotrofio europeo, e rappresenta il primo edificio in stile rinascimentale: Brunelleschi si ispirò infatti ai modelli classici che aveva avuto modo di vedere e studiare a Roma, mentre uno spunto più vicino fu probabilmente dato dalle logge gotiche, ma a con archi a tutto sesto della Signoria e del Bigallo. Sotto le logge dello spedale è ancora visibile la celebre ruota dove era possibile abbandonare anonimamente i neonati facendoli entrare in una cavità che si apriva girando appunto la ruota di legno. Ai trovatelli veniva assegnato il cognome "Innocenti", ancora oggi diffuso a Firenze. Oggi ospita un museo, ma anche alcuni uffici dell'Unicef, continuando ancora in parte la sua tradizionale funzione. L'Ospedale venne modificato nel Cinquecento quando venne aperto l'arco che dà su via della Colonna, sulla volta del quale fu affrescato il Padre eterno con i santi martiri innocenti da Giovanni di Francesco del Cervelliera (1549). |
|          | 14       | Palazzo delle Due Fontane                             | Si tratta di un edificio con una facciata relativamente recente, che ripete, pur semplificandole, le forme e il colore del vicino palazzo Grifoni. Si dovrebbe trattare in realtà di un edificio di antica edificazione, riconfigurato tra la fine dell'Ottocento e i primi del Novecento per costituire un adeguato fondale alla piazza. Il fronte presenta un disegno di una certa complessità che si accompagna a una certa cura nella scelta dei materiali. Attualmente è occupato da una struttura ricettiva. |

### Monumenti

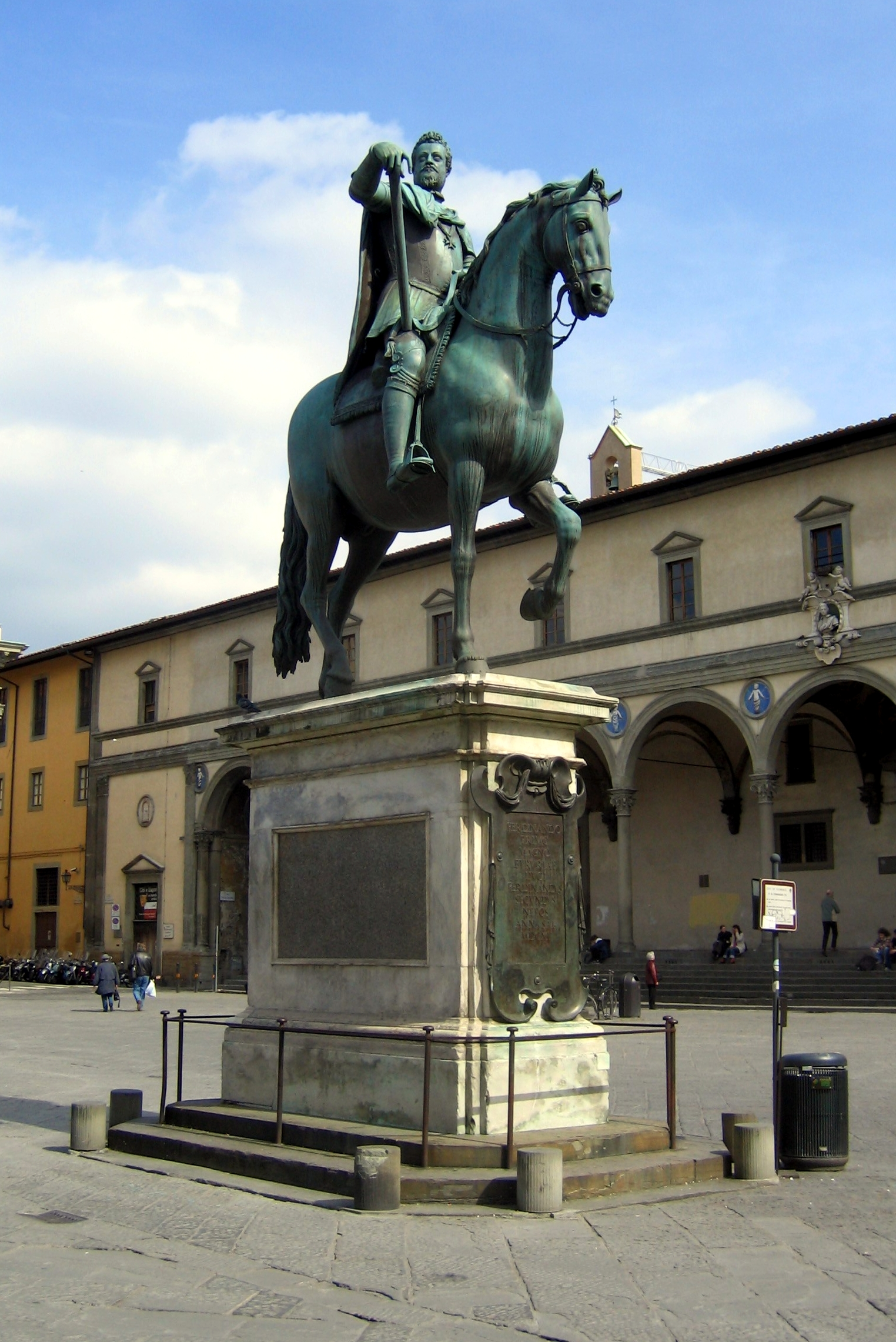
La statua equestre di Ferdinando I

Al centro si leva il monumento equestre al granduca Ferdinando I opera tarda del Giambologna terminata dal suo allievo Pietro Tacca nel 1608 dopo la sua morte. Essa era il coronamento del sogno del Granduca di venire ricordato per le sue imprese al pari del padre Cosimo I, al quale aveva fatto dedicare alcuni decenni prima un'analoga statua, sempre del Giambologna in Piazza della Signoria. L'opera venne fusa con il bronzo proveniente dai cannoni delle galee turche, vinte dai Cavalieri dell'Ordine Militare di Santo Stefano, sorto per combattere i pirati che infestavano il Mediterraneo su iniziativa di casa Medici.
Al Tacca si devono anche le due fontane con mostri marini in bronzo, realizzate nel 1629 con la collaborazione degli allievi Bernardino Radi e Francesco Maria Bandini, capolavori della scultura manierista di rara bellezza e equilibrio formale. Le fontane inizialmente avrebbero dovuto ornare il monumento a Ferdinando I di Livorno, ma suscitarono l'ammirazione del granduca Ferdinando II de' Medici che pertanto ne ordinò la collocazione al centro della piazza fiorentina.
Sullo Spedale degli Innocenti, in posizione prominente sul loggiato, si trova anche un busto di Cosimo II de' Medici, di Francesco Gargiolli, che completa la serie di granduchi soi busti posti sotto il loggiato, di Cosimo I, Francesco I e Ferdinando I, tutti riferibili a Giovanni Battista Sermei. Le abbreviazioni sotto questi busti si riferiscono alla conta (I, II e III) dei granduchi di Toscana (M.agnus D.ux E.truriae) in varie combinazioni. 

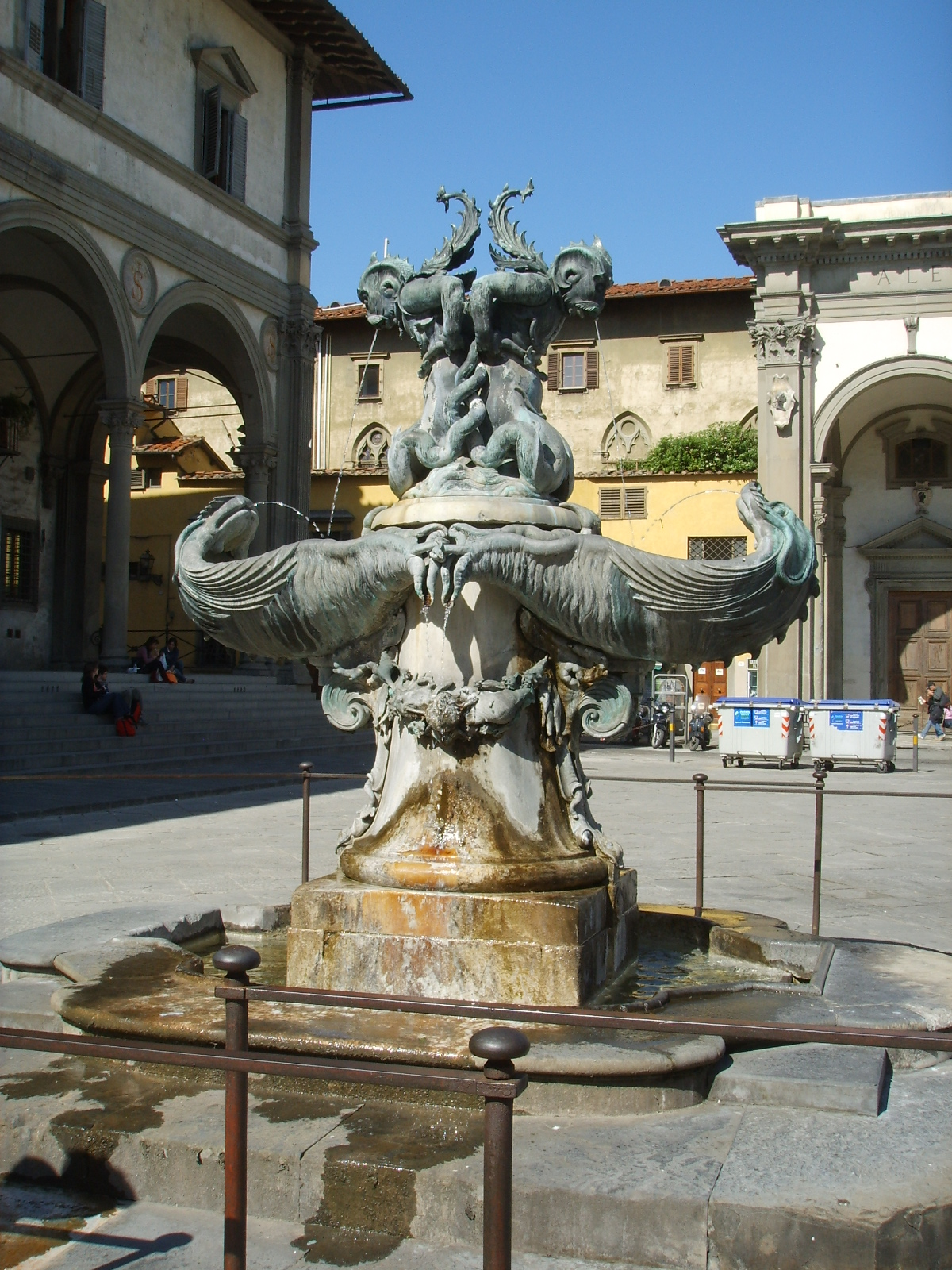
Fontana ovest dei mostri marini
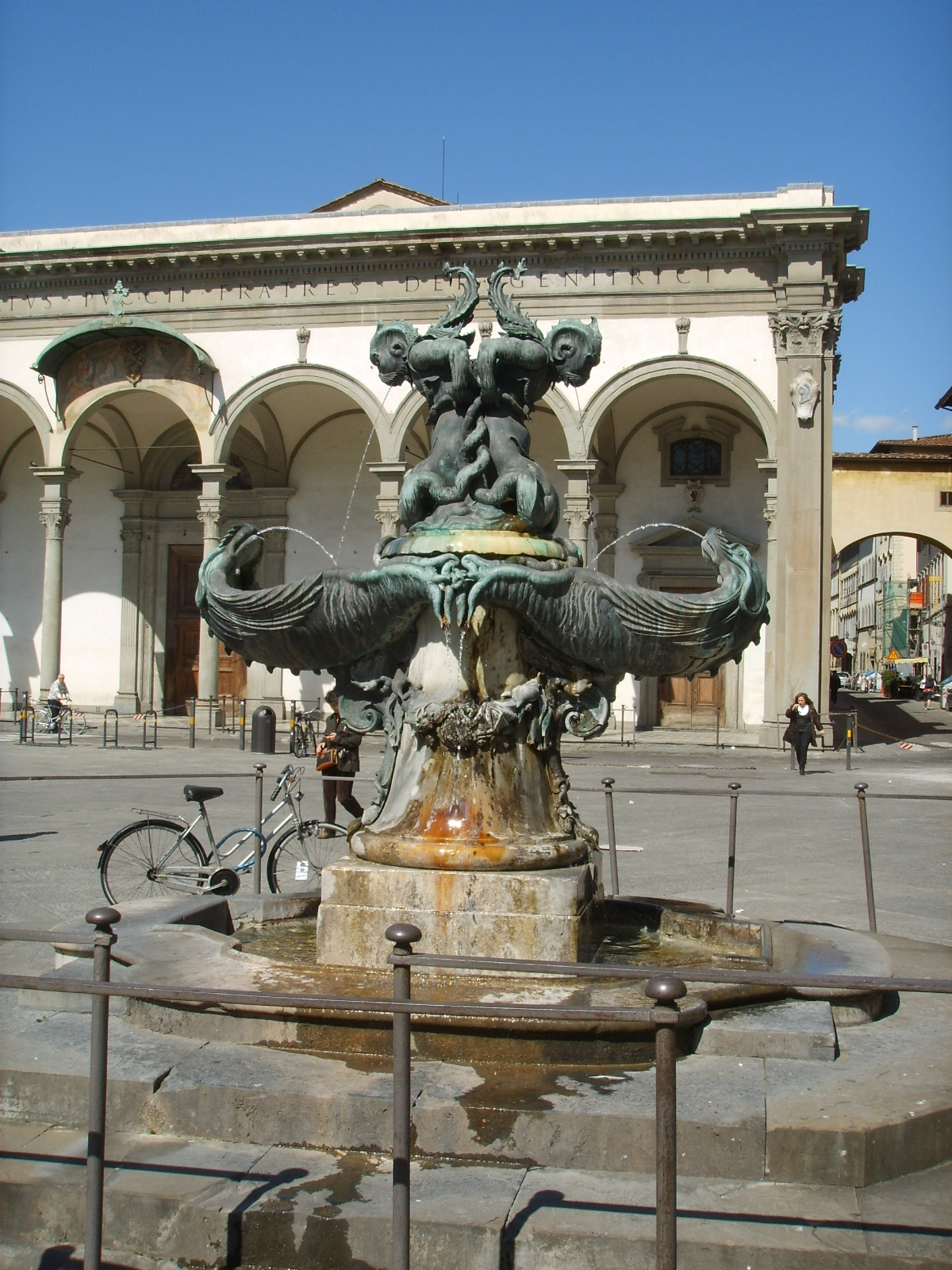
Fontana est dei mostri marini
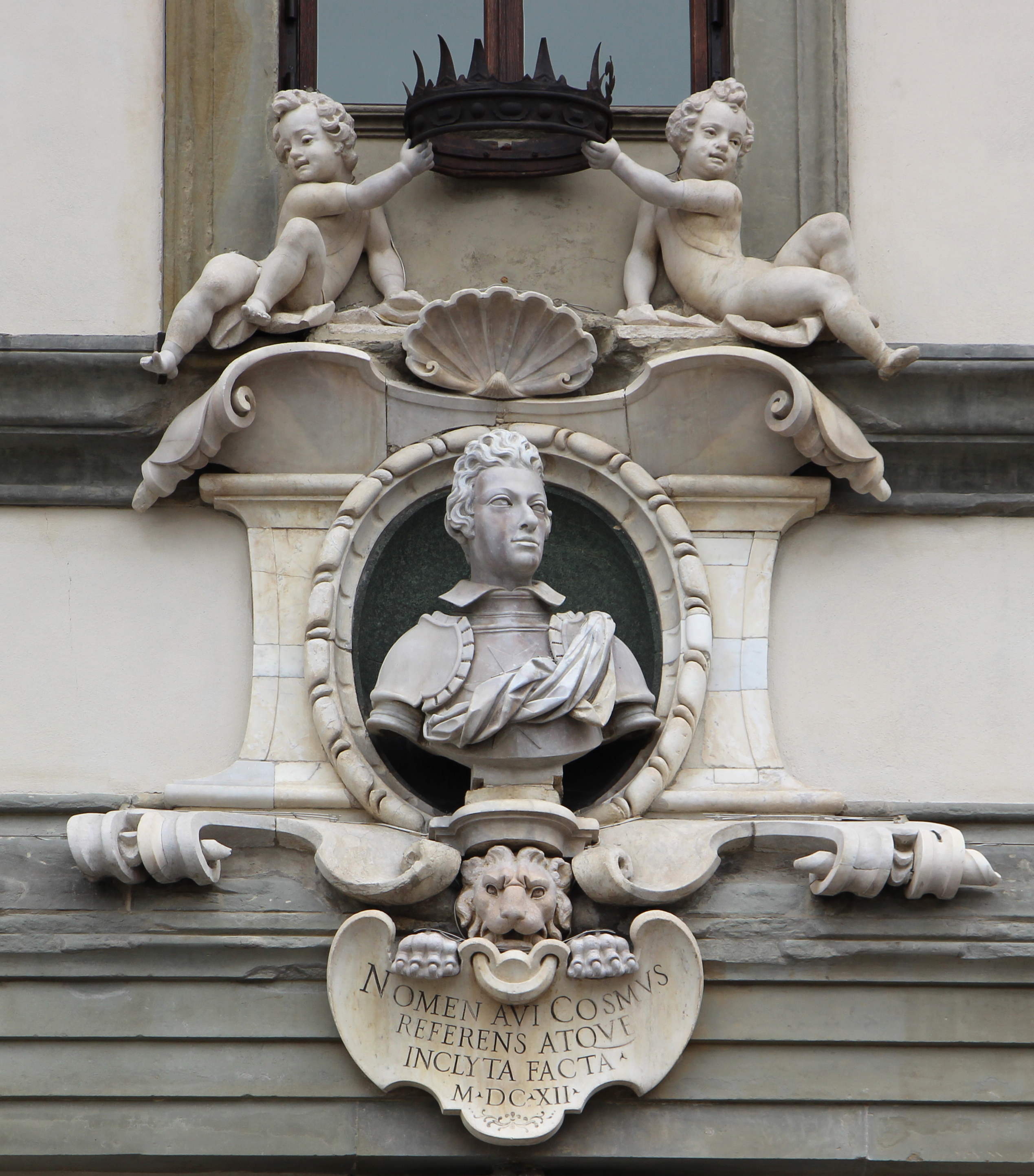
Busto di Cosimo II sullo Spedale degli Innocenti, di Francesco Gargiolli
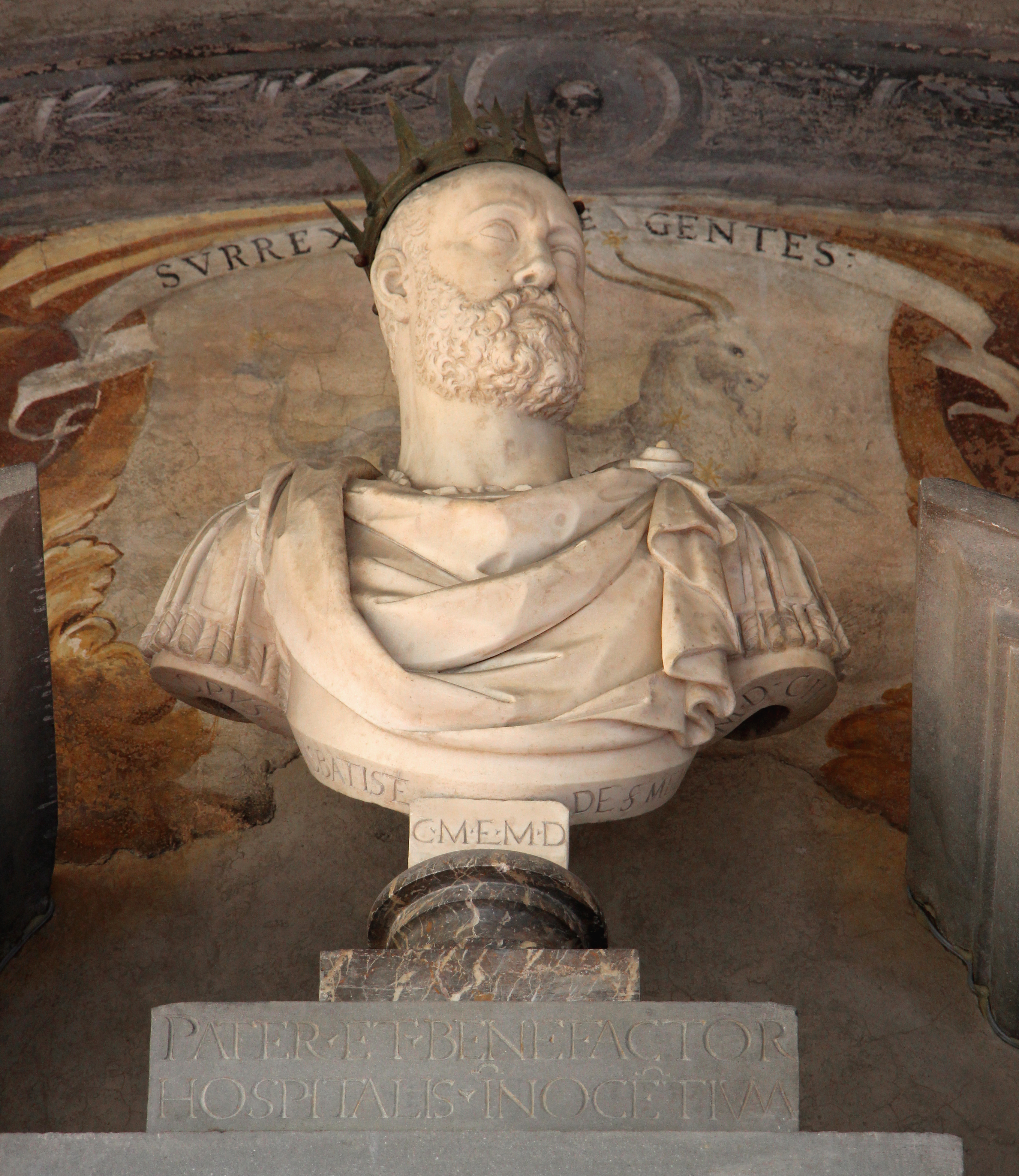
Busto di Cosimo I di Giovanni Battista Sermei (1602)
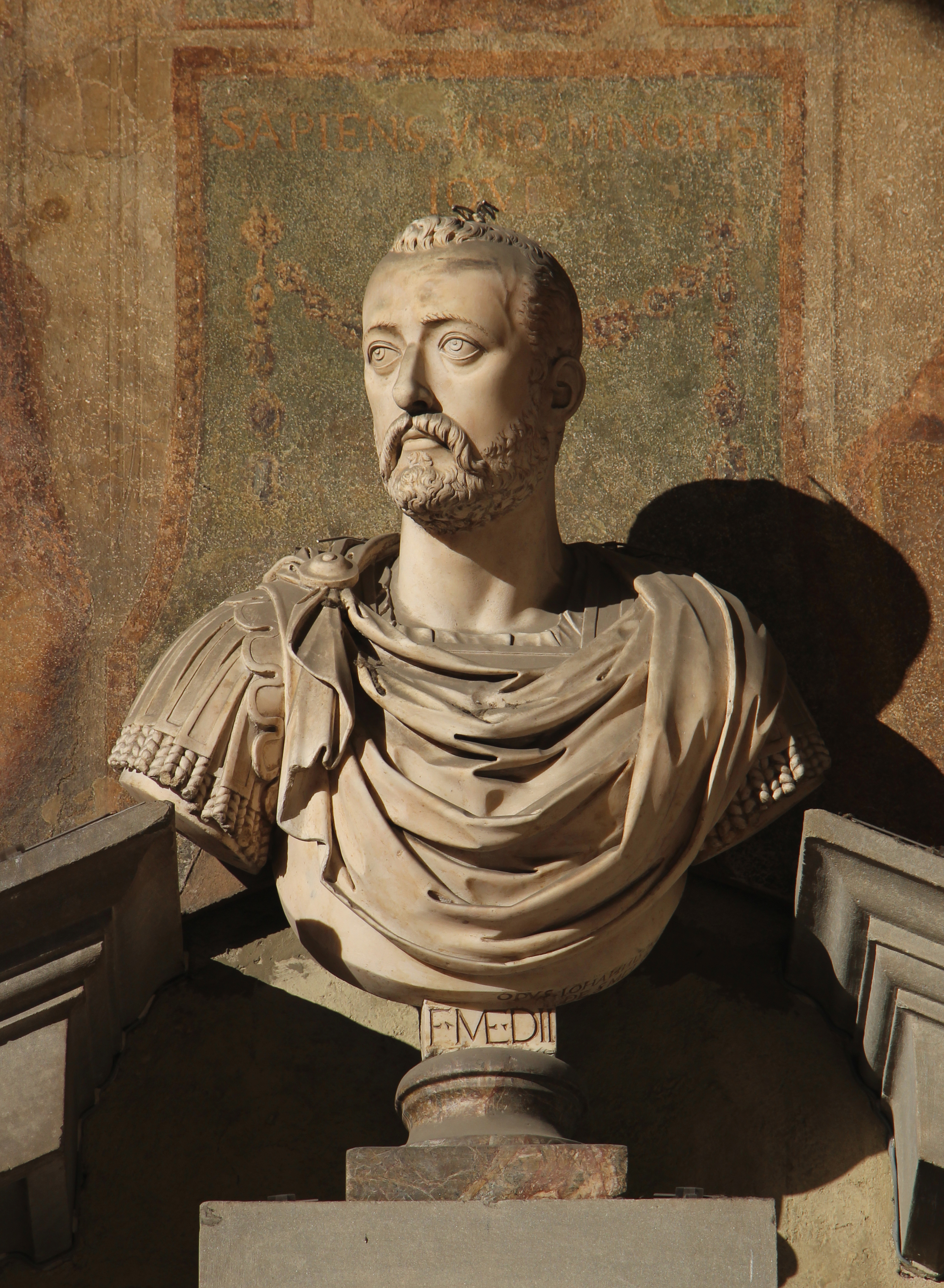
Busto di Francesco I di Giovanni Battista Sermei (1605-1606 circa)
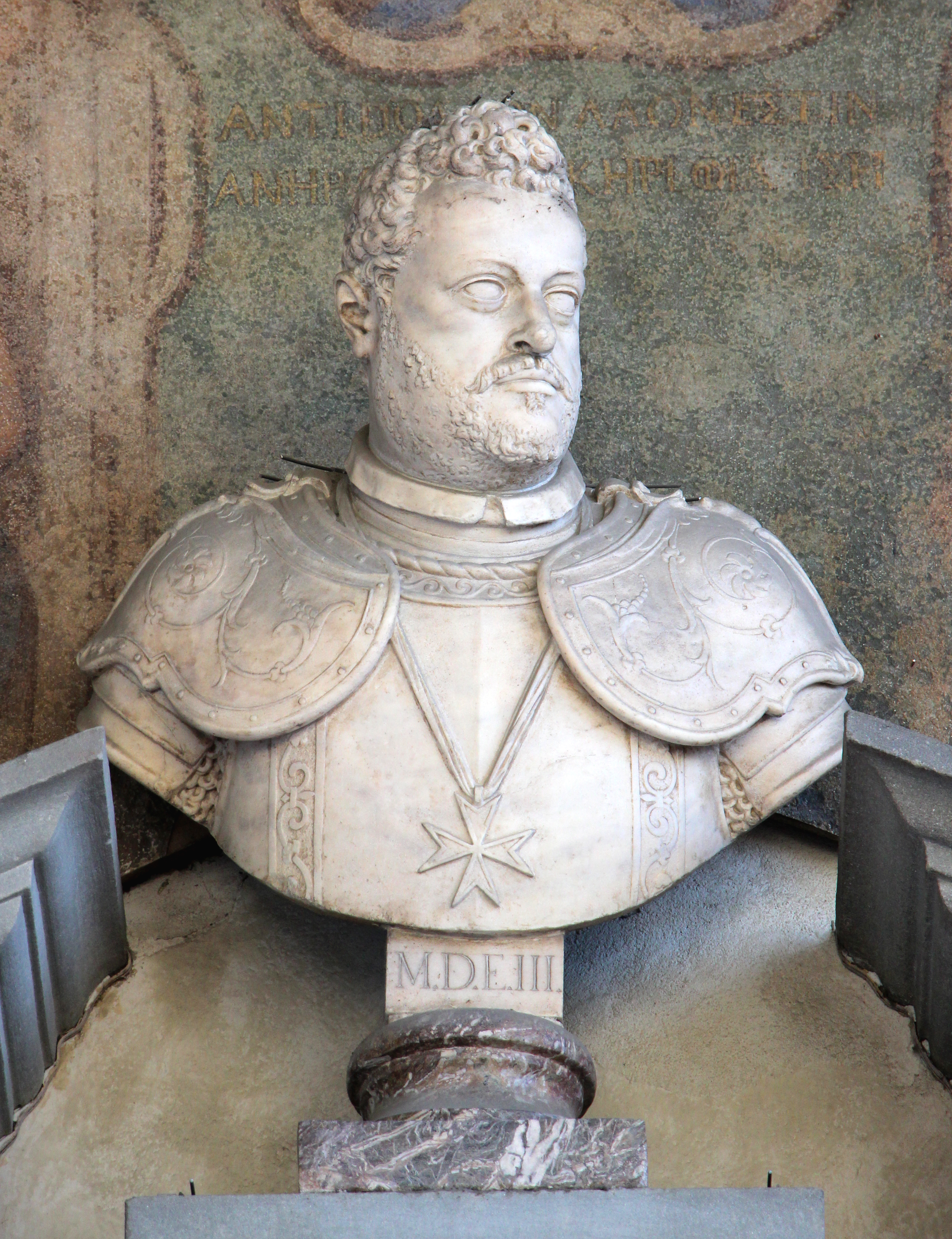
Busto di Ferdinando I di Giovanni Battista Sermei (1605 circa)

### Lapidi
Sotto il loggiato dei Serviti si trova una lapide dei Signori Otto: 
| LI · SS · OTTO · PROIBIS° · TVI · IGIVOCHI · IMODITIE ERAGVNATE · DIBARONI SOTTO · QE · LOGGIE · ESVLE SCALEE · PENA · {\displaystyle \mathbf {\nabla } } · 10 · E2 · TR ATTIDIFVNE · ECATTVRA ~ LIRE · N° 109 · 1613 ~ |

La trascrizione corrente è: «I Signori Otto proibiscono tutti i giochi, le immondizie e i raduni di gentiluomini (baroni) sotto queste logge e sulle scale, sotto pena di scudi 10, due tratti di fune e la cattura, ossia di lire 109. 1613». La lapide venne probabilmente aggiornata col cambio della nuova valuta da scudi (indicati con un triangolo rovesciato a forma appunto di scudo) a lire dopo il 1801.
Un'altra iscrzione si trova sotto il busto di Cosimo II de' Medici sullo spedale degli Innocenti: "Nomen avi Cosmvs / Referens atqve / inclyta facta ·  / M · DC · XII · " («Rimanda al nome e anche alle gesta gloriose del nonno Cosimo»).
Si legge anche una lapide sotto il loggiato degli Innocenti:
| QUESTA FU PER QUATTRO SECOLI FINO AL 1875 LA RUOTA DEGLI INNOCENTI SEGRETO RIFUGIO DI MISERIE E DI COLPE ALLE QUALI PERPETUA SOCCORRE QUELLA CARITÀ CHE NON SERRA PORTE |

Sopra di essa si legge un'iscrizione datata 1660, in cui è riportato un vesro del Salmo 26: "Pater et mater dereliqvervnt nos, Dominvs avtem assvmpsit. Psalm XXVI ·  A.D. MDCLX" («Mio padre e mia madre mi hanno abbandonato, ma il Signore mi ha raccolto»).

## Le feste

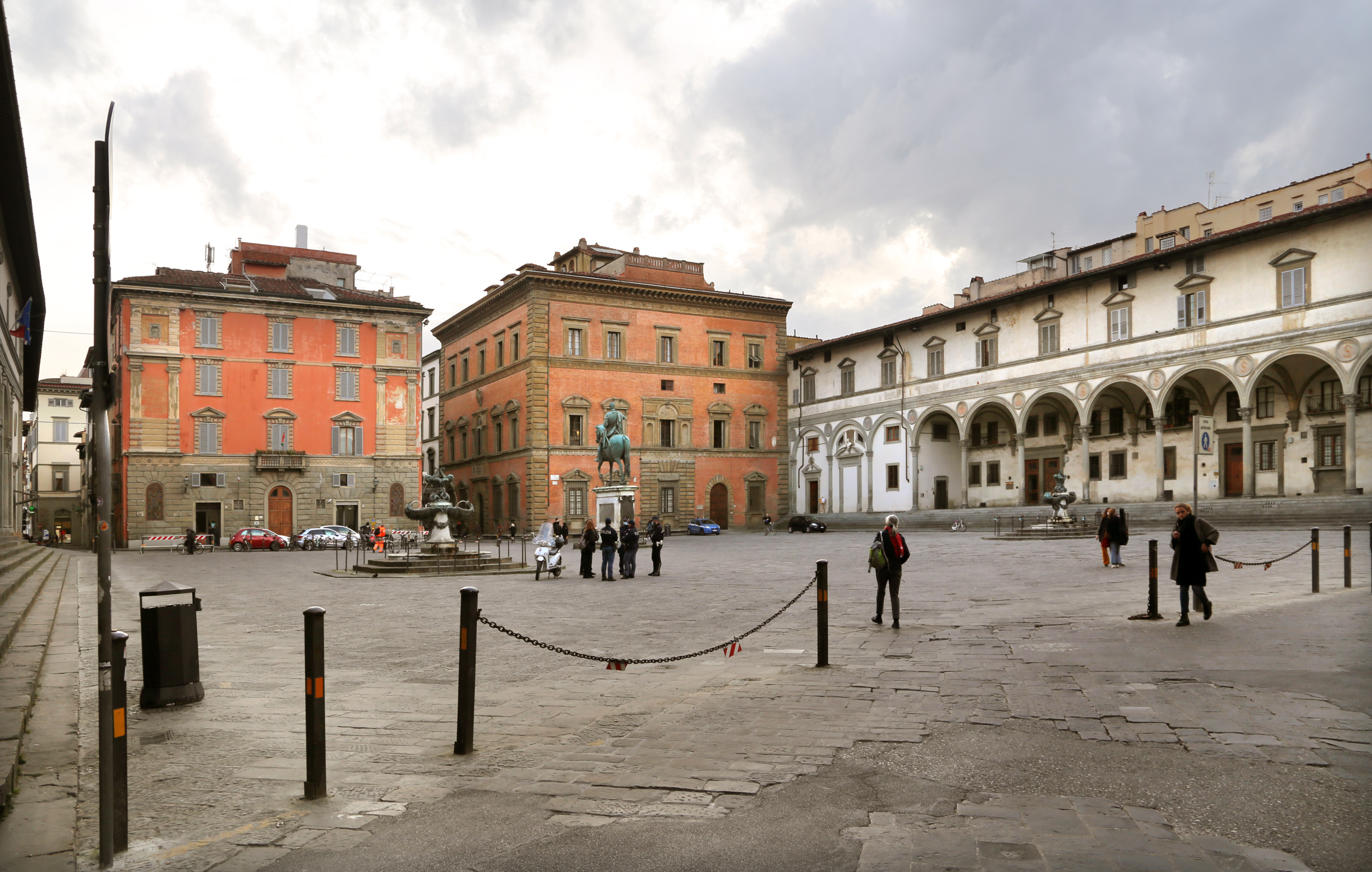
Lato sud

Presumibilmente per la presenza della statua e delle due fontane, la piazza non fu utilizzata, come nel caso delle piazze di Santa Croce e di Santa Maria Novella, per giochi e tornei che necessitavano di spazi del tutto liberi da ingombri.
Tuttavia il luogo fu e in parte è ancora fulcro di alcune feste e mercati particolarmente sentiti in città, a partire dalla festa dell'Annunciazione di Maria Vergine (25 marzo) che coincideva con il capodanno fiorentino e che quindi assumeva caratteri sia religiosi sia civili, e quella della Natività di Maria (8 settembre). In questa occasione nella piazza si svolgeva un vero e proprio mercato e grandi folle affluivano in pellegrinaggio presso l'immagine miracolosa della Santissima Annunziata, portando doni votivi come cere e oggetti preziosi. Al pellegrinaggio religioso si lega probabilmente anche la festa della Rificolona, esclusivamente fiorentina, che cade il 7 settembre, alla vigilia del giorno dedicato alla Natività della Vergine. È probabile infatti che le particolari lanterne di carta di varie forme, dette rificolone, abbiano origine dalle fiaccole e lanterne di cui si servivano i pellegrini provenienti dal contado per illuminare il loro cammino. La parola rificolona invece deriverebbe da una corruzione della parola "fierucolone" o "ficolone", con cui venivano soprannominate le contadine che giungevano in città per la fiera.
Oggi vi si svolge ancora l'antico mercato dell'Epifania.